# Этре (кантон)
Этре́ (фр. Aytré) — кантон во Франции, находится в регионе Пуату — Шаранта. Департамент кантона — Приморская Шаранта. Входит в состав округа Ла-Рошель. Население кантона на 2006 год составляло 18 299 человек.
Код INSEE кантона 1746. Всего в кантон Этре входят 3 коммун, из них главной коммуной является Этре.

## Коммуны кантона
- Ангулен — население 3701 чел.
- Этре — население 8687 чел.
- Шателайон-Плаж — население 5911 чел.
- Домпьер-сюр-Мер — население 5275 чел.
- Периньи — население 6623 чел.